# فرناندا فلو
فرناندا فلو دو دوران مواليد 1908 (بالإنجليزية: Fernande Flous de Durand)‏ هي عالمة نبات فرنسية.